# Charles Challiol
Charles Challiol (ur. 21 marca 1874 w Albi, zm. 11 marca 1948) – francuski duchowny katolicki, biskup. Święcenia kapłańskie przyjął w 1896 roku, zaś w 1925 został mianowany przez papieża Piusa XI ordynariuszem diecezji Rodez. Ingres odbył 25 sierpnia tegoż roku. Kierował diecezją aż do swej śmierci w 1948 roku.